# Chichery
Chichery là một xã của Pháp,tọa lạc ở tỉnh Yonne trong vùng Bourgogne.
Chichery có diện tích 6,78  km², dân số năm 1999 là 461 người. Xã này nằm ở độ cao trung bình 100 m trên mực nước biển.

## Thông tin nhân khẩu
| Năm | 1962 | 1968 | 1975 | 1982 | 1990 | 1999 |
| --- | ---- | ---- | ---- | ---- | ---- | ---- |
| Dân số | 314  | 362  | 398  | 386  | 430  | 461  |
| From the year 1962 on: No double counting—residents of multiple communes (e.g. students and military personnel) are counted only once. |      |      |      |      |      |      |